# Coll
Coll är en ö i Storbritannien. Den ligger i kommunen Argyll and Bute och riksdelen Skottland, i den nordvästra delen av landet, 700 km nordväst om huvudstaden London. Arean är 77 kvadratkilometer. Ön har 195 invånare.
Terrängen på Coll är platt. Öns högsta punkt är 94 meter över havet. Den sträcker sig 14,4 kilometer i nord-sydlig riktning, och 15,9 kilometer i öst-västlig riktning.
Följande samhällen finns på Coll:
- Acha
- Arinagour
- Bousd
- Clabhach
- Grishipoll
- Sorisdale
- Uig